# Ogólnochińskie Zgromadzenie Przedstawicieli Ludowych
Ogólnochińskie Zgromadzenie Przedstawicieli Ludowych (skrót. OZPL; chiń. upr. 全国人民代表大会; chiń. trad. 全國人民代表大會; pinyin Quánguó Rénmín Dàibiǎo Dàhuì; w skrócie 人大, Réndà) – parlament Chińskiej Republiki Ludowej, utworzony w 1954 roku.
Zgodnie z konstytucją ChRL stanowi najwyższy organ władzy państwowej. Działalność OZPL nie podlega kontroli żadnego innego organu. Powierzone mu jest nawet czuwanie nad przestrzeganiem postanowień konstytucji. De facto OZPL podlega jednak kontroli Stałego Komitetu Biura Politycznego KPCh.
Członkowie wybierani są na pięcioletnią kadencję w wyborach pośrednich w prowincjach, regionach autonomicznych i miastach wydzielonych, które w świetle ustawy powinny posiadać w OZPL „odpowiednią liczbę” reprezentantów. Liczba deputowanych nie została ustawowo określona, jednak zwyczajowo nie przekracza 3000. O podziale mandatów decyduje Stały Komitet OZPL. Nie dotyczy to jedynie deputowanych z Hongkongu i Makau. Ustawowo każdej z mniejszości narodowych przysługuje co najmniej 1 mandat.
Deputowani tworzą frakcje wedle regionów, w których zostali wybrani. Zasada ta nie dotyczy reprezentantów Chińskiej Armii Ludowo-Wyzwoleńczej.
Kadencja OZPL trwa 5 lat, jednak w nadzwyczajnych okolicznościach może być przedłużona decyzją 2/3 członków.
Członkom OZPL przysługuje immunitet materialny.
Sesje zwykłe OZPL odbywają się raz w roku. Odbywają się zazwyczaj wiosną i trwają około dwóch tygodni. Na wniosek Komitetu Stałego lub przynajmniej 1/5 deputowanych mogą odbyć się sesje nadzwyczajne.
Pomiędzy sesjami spotykają się wybierani przez Zgromadzenie członkowie Stałego Komitetu OZPL (w obecnej kadencji 175 osób). Podobnie jak w OZPL, muszą się znajdować w nim reprezentanci mniejszości. Komitet Stały odpowiada przed OZPL i ma obowiązek składać mu sprawozdania ze swojej działalności. Komitet Stały zbiera się średnio co 2 miesiące.
Pracami OZPL kieruje prezydium, wybierane jednorazowo podczas każdej sesji.
W OZPL działa sześć stałych komisji: Mniejszości Narodowych; Prawna; Finansów i Gospodarki; Edukacji, Nauki, Kultury i Zdrowia; Spraw Zagranicznych; Chińskiej Diaspory. Mogą być powołane również dodatkowe komisje oraz komisje śledcze.
Najważniejsze kompetencje:
- uchwalanie i zmiana konstytucji
- uchwalanie ustaw z zakresu prawa karnego, cywilnego i innych
- zatwierdzanie budżetu państwa
- zatwierdzanie planów rozwoju społeczno-gospodarczego
- wybór i odwoływanie najwyższych osób w państwie
- wybór Przewodniczącego ChRL oraz Wiceprzewodniczącego ChRL
- powoływanie członków Rady Państwa oraz każdorazowe określanie jej liczby
- wybór członków Stałego Komitetu OZPL
- wybór przewodniczącego Najwyższego Sądu Ludowego
- wybór Prokuratora Generalnego Najwyższej Prokuratury Ludowej
- funkcje kontrolne
- ustanawianie jednostek podziału administracyjnego i ich ustroju
- podejmowanie decyzji o wojnie i pokoju

Kompetencje OZPL nie są do końca sprecyzowane (nie ma ono kontroli jedynie nad przewodniczącym ChRL), co stwarza pole do licznych sporów.
Siedzibą OZPL jest budynek Wielkiej Hali Ludowej na zachodniej ścianie Placu Tian’anmen w Pekinie.

## Liczba deputowanych do OZPL
| Kadencja | Lata      | Liczba deputowanych |
| -------- | --------- | ------------------- |
| I        | 1954-1959 | 1226                |
| II       | 1959-1964 | 1226                |
| III      | 1964-1975 | 3040                |
| IV       | 1975-1978 | 2885                |
| V        | 1978-1983 | 3497                |
| VI       | 1983-1988 | 2978                |
| VII      | 1988-1993 | 2978                |
| VIII     | 1993-1998 | 2978                |
| IX       | 1998-2003 | 2979                |
| X        | 2003-2008 | 2985                |
| XI       | 2008-2013 | 2987                |
| XII      | 2013-2018 | 2987                |
| XIII     | 2018-2023 | 2980                |
| XIV      | 2023-2028 | 2977                |